# EMILY’s List
EMILY’s List ist ein Political Action Committee in den USA, das Kandidatinnen der Demokratischen Partei unterstützt, die sich für das Recht auf Schwangerschaftsabbruch einsetzen.
EMILY ist ein Akronym für „Early Money Is Like Yeast“ (Frühes Geld ist wie Hefe), in Anlehnung an das Sprichwort „Early money is like yeast:  it helps the dough rise“ („dough“ bedeutet Teig, steht aber umgangssprachlich auch für Geld). Das Sprichwort bezieht sich darauf, dass in einem amerikanischen Wahlkampf frühe Spenden wichtig sind, um weitere potenzielle Spender zu überzeugen.
EMILY’s List wurde 1985 von 25 Frauen um Ellen Malcolm gegründet. Vorsitzende ist seit 2021 Laphonza Butler.
In den Vorwahlkämpfen von 2008 und 2016 unterstützte EMILY’s List die ehemalige Außenministerin Hillary Clinton. Sie entzog Lucy Flores, einer Politikerin aus Nevada, ihre Unterstützung, nachdem diese sich für Senator Bernie Sanders erklärt hatte, und förderte stattdessen eine parteiinterne Gegenkandidatin.

Seit Ende 1996 besteht in Australien eine weitere EMILY’s List. Die Gruppierung, die der Labor Party nahesteht, wurde von Konzept und Namen her von den US-Amerikanerinnen inspiriert. Sie sieht als ihre Ziele, neben dem Recht auf Schwangerschaftsabbruch, die allgemeine Förderung der Gleichberechtigung von Mann und Frau. Außerdem unterstützt sie weibliche Kandidaten bei ihrem Kampf um Ämter und Mandate.